# Соборное уложение 1649 года
Собо́рное уложе́ние — свод законов Русского царства, принятый Земским собором в 1649 году и действовавший до 1832 года. Памятник русского права.

## Название
У самого текста никакого заголовка нет, но в предисловии нормативный акт называется «нынешним Его Государевым указом и соборным уложеньем». В документах Приказа книгопечатного дела того времени используются обозначения «Судебник» и «Уложение всяких судных дел». Уже в 1681 году это Соборное уложение называли с уточнением года, поскольку оно не было единственным соборным уложением. При переиздании его гражданским шрифтом в 1737 году редактор В. Адодуров поставил заголовком «Уложение, по которому суд и росправа во всяких делах в Российском государстве производится, сочинённое и напечатанное при владении Его Величества Государя, Царя и Великого Князя Алексея Михайловича», под каким названием оно и перепечатывалось в последующее столетие. В современной историко-юридической литературе используются разнообразные названия вроде «Уложение 1649 года», «Уложение царя Алексея Михайловича» и пр.

## Причины принятия Соборного уложения
По окончании Смутного времени правительство новой династии — Романовых — приступает к активной законотворческой деятельности.
Интенсивный рост числа указов за период от Стоглава 1551 года до Уложения 1649 года виден из следующих данных:
- 1550—1600 годы — 80 указов;
- 1601—1610 годы — 17;
- 1611—1620 годы — 97;
- 1621—1630 годы — 90;
- 1631—1640 годы — 98;
- 1641—1648 годы — 63 указа.

Всего за 1611—1648 годы — 348, а за 1550—1648 годы — 445 указов
В итоге к 1649 году в Российском государстве существовало огромное количество законодательных актов, которые не только устарели, но и противоречили друг другу.
Этому хаосу «способствовала» разбросанность нормативных актов по ведомствам (по традиции новые законы издавались по запросу того или иного отраслевого приказа, а после утверждения «приписывались» к указной книге этого приказа). Имело место и отсутствие координации в правоприменительной деятельности: зачастую о новой записи в указной книге знали только чиновники конкретного приказа.
Кроме того, казуальный характер правовых норм предшествующего периода становился неэффективным. Законодатель теперь стремился регламентировать правовые основы, то есть перейти к нормативному толкованию правовых норм.
К принятию Уложения подтолкнул и вспыхнувший в 1648 году в Москве Соляной бунт; одним из требований восставших был созыв Земского Собора и разработка нового уложения. Бунт постепенно затих, но в качестве одной из уступок восставшим царь пошёл на созыв Земского собора, который продолжал свою работу вплоть до принятия в 1649 году Соборного уложения.

## Законотворческая работа

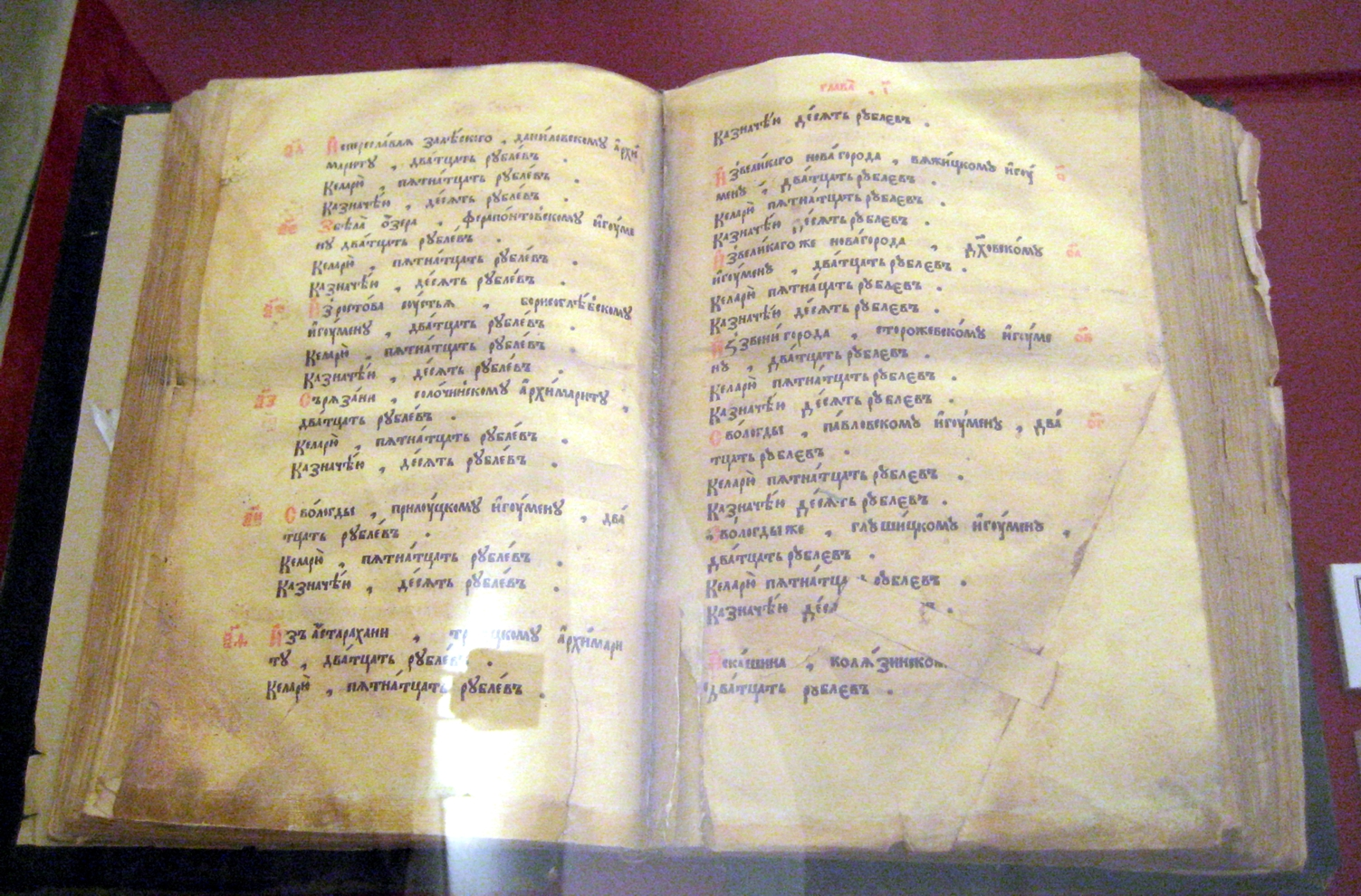
Экземпляр из Ферапонтовского монастыря

Для выработки проекта Уложения была создана специальная комиссия во главе с князем Н. И. Одоевским. В неё вошли князь С. В. Прозоровский, окольничий князь Ф. Ф. Волконский и два дьяка — Гаврила Леонтьев и Ф. А. Грибоедов. Тогда же было решено начать практическую работу Земского собора 1 сентября.
Ему предназначалось рассмотреть проект Уложения. Собор проходил в широком составе, с участием представителей посадских общин. Слушание проекта Уложения проходило на соборе в двух палатах: в одной (Верхней) были царь, Боярская дума и Освящённый собор (высшее духовенство); в другой (Ответной) — выборные люди разных чинов (под руководством князя Ю. А. Долгорукова).
Депутаты дворян и посадов оказали большое воздействие на принятие многих норм Уложения. 29 января (8 февраля) 1649 года было закончено составление и редактирование Уложения. Внешне оно представляло собой свиток, состоящий из 959 узких бумажных столбцов. В конце шли подписи участников Земского собора (всего — 315), а по склейкам столбцов — подписи дьяков. За тех выборных, которые «грамоте не умели», расписались другие лица. Среди подписавшихся: 15 бояр, 10 окольничих, 148 уездных дворян и детей боярских.
Сначала оригинал хранился в приказе Большой казны, затем — в Оружейной палате Московского Кремля, откуда впоследствии поступил в Государственное древлехранилище. В настоящее время оригинал хранится в РГАДА. С этого подлинного свитка (для хранения которого более века спустя, при Екатерине II, был изготовлен серебряный ковчежец с надписью «Подлинное Уложение прав, в Государстве Российском сочиненное при державе Его Величества Царя Алексея Михайловича 1649 года») была составлена копия в виде Уложенной книги. Вес свитка составляет около 5 кг. Длина свитка — 317,57 метров.
7 апреля 1649 года вышел указ о печати Уложенной книги на Московском печатном дворе. В 1649 году были выпущены два издания Уложенной книги тиражом 1200 экземпляров. Первое издание, отпечатанное 20 мая 1649 года, разошлось к середине августа 1649 года. Второе издание поступило в продажу 4 января 1650 года. Стоимость книги составляла 1 рубль.
Соборное Уложение явилось новым этапом в развитии отечественной юридической техники.
Все делегаты Собора своими подписями скрепили список Уложения, который в 1649 году был разослан во все московские приказы для руководства к действию.
Свои поправки и дополнения выборные вносили в Думу в форме земских челобитных. Некоторые решения принимались совместными усилиями выборных, Думы и Государя.
В. О. Ключевский выделял в процессе составления Уложения несколько технических стадий:
1. Кодификация (работа с источниками, редактирование) — её осуществляла комиссия во главе с князем Одоевским.
2. Совещание — обсуждение подаваемой в Думу челобитной.
3. Ревизия — пересмотр и редактирование Думой и царём представленных им законопроектов.
4. Законодательное решение — совместно принимаемое решение по вопросу того или иного пункта Уложения.
5. «Заручная скрепа» — подписание свода законов всеми без исключения членами Собора.

В Соборном Уложении впервые чувствуется стремление законодателя сформировать систему норм и классифицировать их по отраслям права.
Большое внимание было уделено процессуальному праву.

## Отрасли права по Соборному Уложению

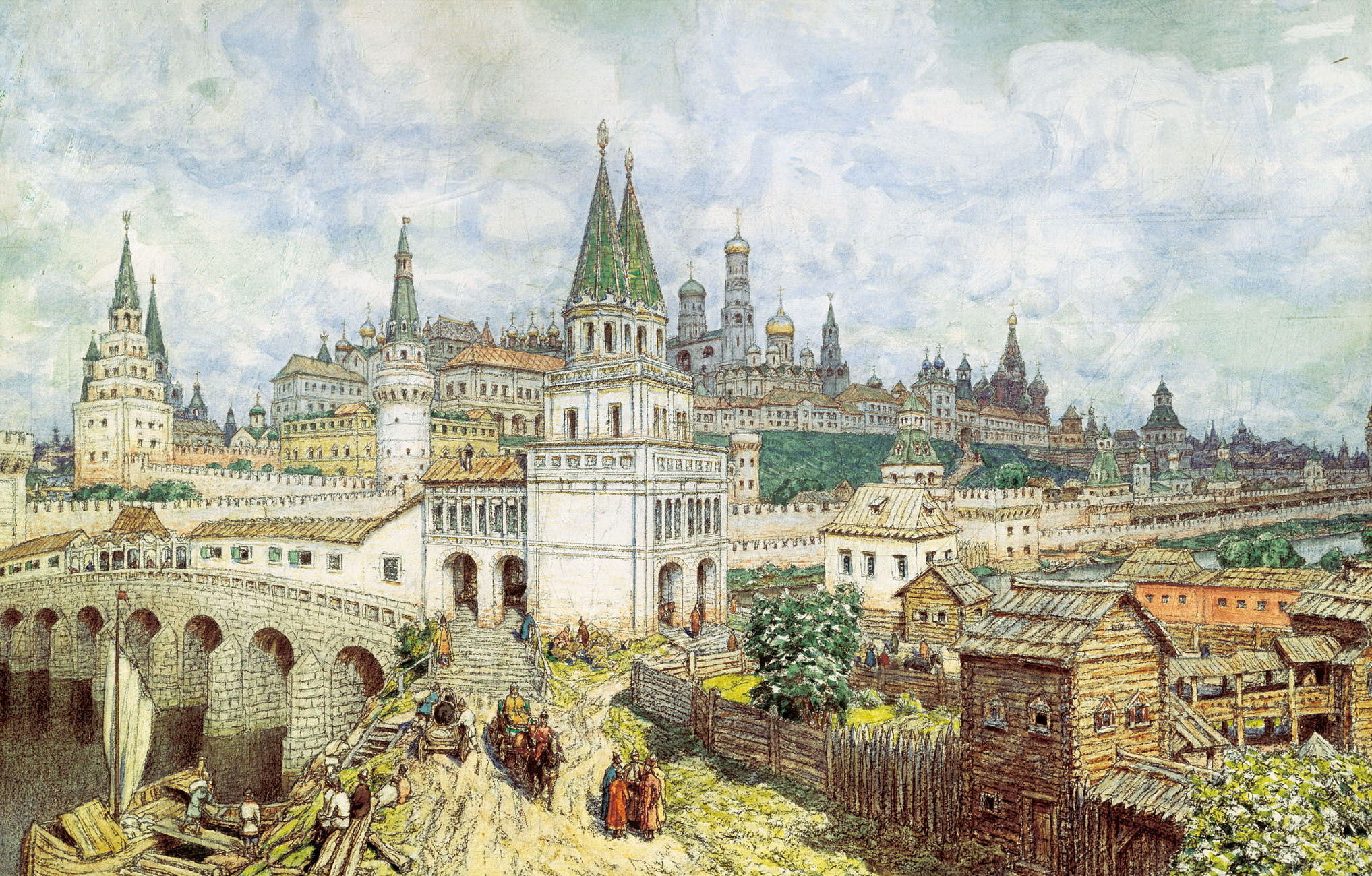
Кремль в XVII веке

В Соборном Уложении намечается разделение норм по отраслям права, присущее современному законодательству.

### Государственное право
В Соборном Уложении определялся статус главы государства — царя, самодержавного и наследного монарха.
Уложение содержало комплекс норм, регулирующих важнейшие отрасли государственного управления: прикрепление крестьян к земле, режим въезда и выезда из страны, вопросы, связанные со статусом вотчин и поместий.

### Уголовное право
Система преступлений выглядела следующим образом:
- преступления против Церкви: богохульство, «совращение» в иную веру, прерывание хода литургии в храме и т. д.
- Государственные преступления: любые действия, направленные против личности государя или его семьи, бунт, заговор, измена. Иногда по этим преступлениям ответственность несли не только лица, их совершившие, но и члены их семей, однако только в том случае, если они знали об «измене» своего близкого[10].
- Преступления против порядка управления: самовольный выезд за границу, фальшивомонетничество, дача ложных свидетельских показаний, ложное обвинение («ябедничество»), содержание питейных заведений без особого разрешения и т. д.
- Преступления против благочиния: содержание притонов, укрывательство беглых, продажа краденого или чужого имущества, обложение пошлинами освобождённых от неё лиц и царских особ.
- Должностные преступления: лихоимство (взяточничество, вымогательство), неправосудие (заведомо несправедливое решение дела), подлоги по службе, воинские преступления (мародёрство, побег из расположения войска) и т. д.
- Преступления против личности:
  - убийство;
  - нанесение увечий (в главе, XXII пункте 10: «А будет кто не бояся Бога, и не опасаяся государьския опалы и казни, учинит над кем нибудь мучителское надругательство, отсечет руку или ногу, или нос, или ухо, или губы обрежет, или глаз выколет, а сыщется про то допряма, и за такое его наругателство самому ему то же учинити, да на нем же взяти из вотчин его и из животов тому, над кем он такое наругательство учинит, будет отсечет руку, и за руку пятдесят рублев, а будет отсечет ногу, и за ногу пятдесят же рублев, а за нос, и за ухо, и за губы, и за глас, по тому же за всякую рану, по пятидесят рублев»);
  - побои (в главе XXII, пункте 11: «А будет такой же поругатель кого нибудь зазвав, или силою заволокши к себе на двор, учнет бити ослопом, или кнутом, или батоги, и с суда сыщется про то допряма, и такому поругателю за такое его дело учинити жестокое наказание, велеть его бить кнутом по торгом, и вкинуть в тюрму на месяц, да на нем же доправити тому, над кем он такое дело учинит, бесчестье и увечье вдвое»);
  - оскорбление чести.
  - Не наказывалось убийство вора, пойманного на месте преступления.
- Имущественные преступления:
  - татьба (кража);
  - конокрадство (как отдельный вид преступления);
  - кража овощей из огорода и рыбы из садка (как отдельный вид преступления),
  - разбой;
  - грабёж;
  - мошенничество;
  - поджог;
  - порча чужого имущества;
- Преступления против нравственности: «непочитание детьми родителей», сводничество, «блуд» жены, половая связь господина с «рабой».

### Наказания и их цели
Система наказаний выглядела следующим образом: смертная казнь (в 60 случаях), телесные наказания, тюремное заключение, ссылка, бесчестящие наказания, конфискация имущества, отстранение от должности, штрафы.
- Смертная казнь — повешение, отсечение головы, четвертование, сожжение (по делам религиозным и по отношению к поджигателям), а также «заливание раскалённого железа в горло» за фальшивомонетничество.
- Телесные наказания — разделялись на членовредительные (отсечение руки за кражу, клеймение, урезание ноздрей и т. д.) и болезненные (битьё кнутом или батогами).
- Тюремное заключение — сроки от трёх дней до пожизненного заключения. Тюрьмы были земляными, деревянными и каменными. Тюремные сидельцы кормились за счёт родственников или подаянием.
- Ссылка — наказание для «высокородных» лиц. Была следствием опалы.
- Бесчестящие наказания — также применялись для «высокородных» лиц: «отнятие чести», то есть лишение званий или понижение в чине. Мягким наказанием этого типа был «выговор» в присутствии людей того круга, к которым относился правонарушитель.
- Штрафы — назывались «продажа» и назначались за преступления, нарушающие имущественные отношения, а также за некоторые преступления против жизни и здоровья человека (за увечье), за «понесение бесчестья». Также применялись за «лихоимство» в качестве основного и дополнительного наказания.
- Конфискация имущества — как движимое, так и недвижимое имущество (иногда и имущество жены преступника и его взрослого сына). Применялось к государственным преступникам, к «лихоимцам», к чиновникам, злоупотреблявшим должностным положением.

Пункты 18 и 20 главы XXII предусматривают помилование, если убийство было совершено неумышленно.
Цели наказания:
1. Устрашение.
2. Возмездие со стороны государства.
3. Изоляция преступника (в случае ссылки или тюремного заключения).
4. Выделение преступника из окружающей массы людей (урезание носа, клеймение, отсечение уха и т. д.).

Помимо общеуголовных наказаний, существующих по сей день, были и меры духовного воздействия. К примеру, мусульманин, обративший (из текста есть основания полагать, что имеется в виду именно насильно или обманом) православного в ислам, подлежал смертной казни путём сожжения. Неофита же следовало отправить напрямую к Патриарху для покаяния и возвращения в лоно Православной церкви.
Видоизменяясь, многие из этих норм дошли до XIX века и сохранились в Уложении о наказаниях 1845 года.

### Гражданское право
Развитие товарно-денежных отношений, рост гражданско-правовых сделок, повышение роли международной торговли с Россией способствовали развитию гражданского права.
Субъектами гражданского права являлись как физические (частные) лица, так и коллективы (например, крестьянская община). Уложение устанавливало возраст дееспособности физических лиц с 15—20 лет (с 15 лет молодой человек мог наделяться поместьем, принимать на себя кабальное обязательство и т. д, с 20 лет мог свидетельствовать на суде после принятия крестного целования).
В Уложении, так же как и в ранних русских сборниках законов, подтверждается юридическая правоспособность женщины. Так, вдова наделялась комплексом правомочий в области заключения сделок.
Основными способами приобретения прав на какую-либо вещь, в том числе и землю, (вещных прав), считались:
- Пожалование земли — сложный комплекс юридических действий, включавший в себя выдачу жалованной грамоты, запись в приказной книге сведений о наделяемом лице, установление факта незанятости передаваемой земли, ввод во владение в присутствии сторонних лиц.
- Приобретение прав на вещь путём заключения договора купли-продажи (как устного, так и письменного).
- Приобретательная давность — лицо должно добросовестно (то есть не нарушая ничьих прав) владеть каким-либо имуществом на протяжении определённого промежутка времени. После определённого срока это имущество (например, дом) переходит в собственность добросовестного владельца. Уложение определило этот срок в 40 лет.
- Находка вещи (при условии, если её хозяин не будет обнаружен).

Обязательственное право в XVII веке продолжало развиваться по линии постепенной замены личной ответственности (переход за долги в холопы и т. д.) по договорам имущественной ответственностью.
Устная форма договора всё чаще заменяется письменной. Для определённых сделок устанавливается обязательность государственной регистрации — «крепостной» формы (купля-продажа и иные сделки с недвижимостью).
Особое внимание законодатели уделили проблеме вотчинного землевладения. Были законодательно закреплены: усложнённый порядок отчуждения и наследственный характер вотчинной собственности.
В этот период существует 3 вида феодального землевладения: собственность государя, вотчинное землевладение и поместье.
- Вотчина — условное землевладение, но оно могло передаваться по наследству. Так как феодальное законодательство стояло на стороне собственников земли (феодалов), а также государство было заинтересовано в том, чтобы количество родовых вотчин не уменьшалось, предусматривалось право выкупа проданных родовых вотчинных земель.
- Поместья — давались за службу, размер поместья определялся служебным положением лица. Поместьем феодал мог пользоваться только во время службы, передать по наследству его было нельзя.

Различие в правовом положении между вотчинами и поместьями постепенно стиралось. Хотя поместье не передавалось по наследству, его мог получить сын, если он нёс службу. Соборное Уложение установило, что если помещик покинул службу по старости или болезни, его жена и малолетние дети могли получить часть поместья на «прожиток». Соборное Уложение 1649 года разрешило производить обмен поместий на вотчины. Подобные сделки считались действительными при следующих условиях: стороны, заключая между собой меновую запись, обязывались эту запись представить в Поместный приказ с челобитной на имя царя.

### Семейные отношения

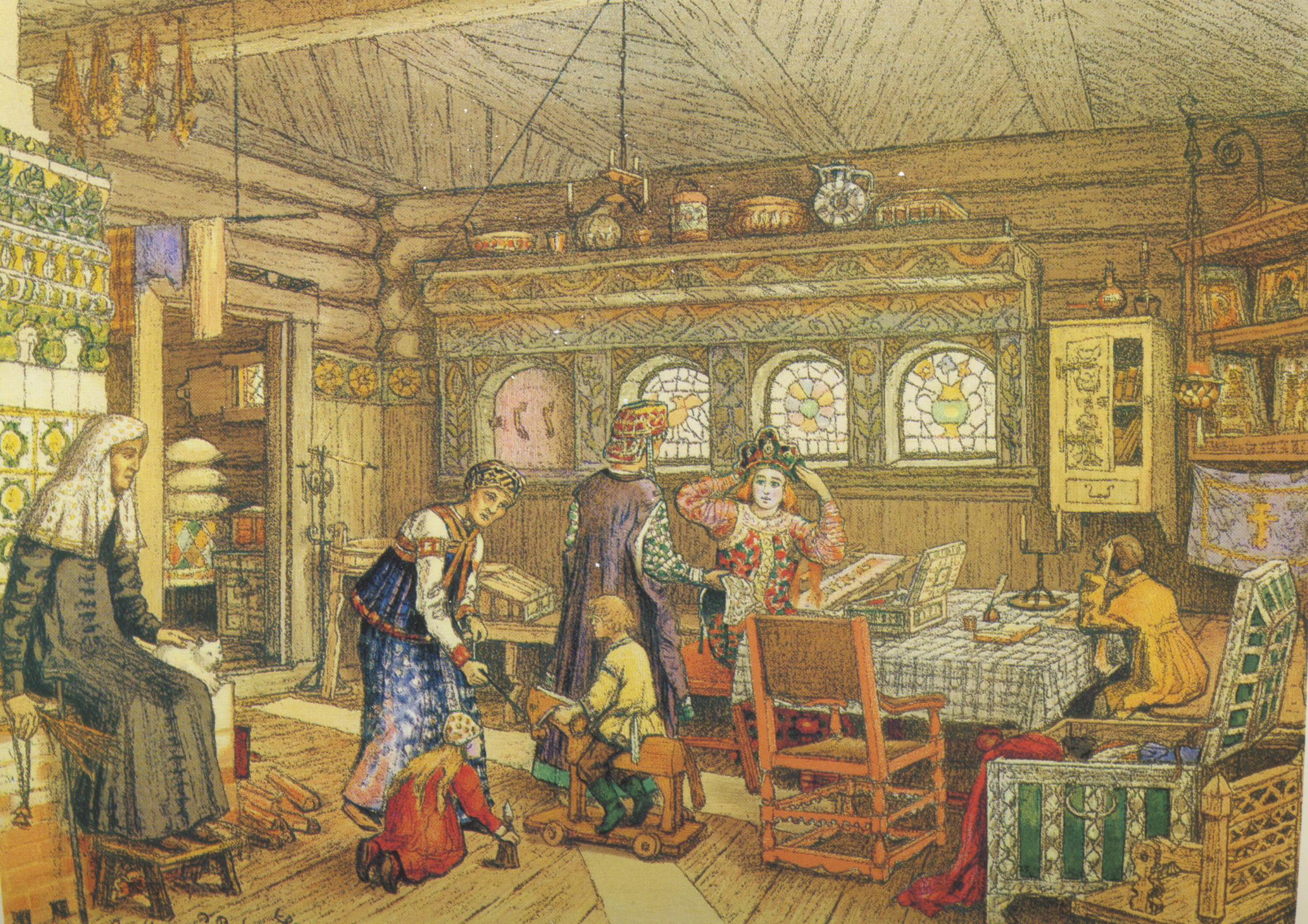
Сцены русского быта. XVII век (А. М. Васнецов «В русской горнице»)

Уложение не касалось области семейного права (которое находилось в юрисдикции церковного суда), единственные положения Соборного уложения, касающиеся семейных отношений, относятся к уголовным и имущественным практикам.
В отношении детей родители сохраняли права власти до самой своей смерти. Так, за убийство отца или матери сына или дочь полагалось «казнити смертию же безо всякия пощады», в то же время мать или отец, убившие ребёнка, приговаривались к году тюремного заключения с последующим принесением покаяния в церкви. Детям под угрозой наказания было запрещено жаловаться на родителей, если всё же «которой сын или дочь учнут бити челом о суде на отца или на матерь и им на отца и на матерь ни в чём суда не давати, да их же за такое челобитье бить кнутом».
Уложение установило для женщин-мужеубийц особый вид казни — закапывание заживо по горло в землю.
В отношении государственных преступлений уложение устанавливает, что если «жены будет и дети таких изменников про ту их измену ведали, и их по тому же казнити смертию».
Кроме того, Уложение говорило о возможности мужа отдавать в кабалу детей или же себя, но только вместе с женой, устанавливало размер штрафа за бесчестье (оскорбление) жены, регулировало вопросы наследования супругов. Так, например, жена имела право на возврат приданого после смерти мужа. Уложением отменяется право пережившей жены на пожизненное владение родовыми и выслуженными вотчинами умершего мужа. Кроме того, прекращают существование записи мужа вотчин в пользу жены, обеспечивавшие её приданое. Всё это было заменено возможностью жены получить 1/4 часть из движимого имущества мужа, при этом жене гарантировалось восстановление приданого. После издания Уложения муж получил право на 1/4 часть приданого жены после её смерти. Если же после смерти мужа оставались общие дети, то жена продолжала распоряжаться всем имуществом мужа. Таким образом, Соборное Уложение в основном коснулось лишь имущественной стороны отношений супругов, оставив личную без внимания

## Судопроизводство
В Уложении подробно расписан порядок «вершения суда» (как гражданского, так и уголовного).
1. «Вчинание» — подача челобитной жалобы.
2. Вызов ответчика в суд.
3. Судоговорение — устное с обязательным ведением «судебного списка», то есть протокола.

Доказательства были многообразны: свидетельские показания (не менее 10 свидетелей), документы, крестное целование (присяга).
Процессуальные мероприятия, направленные на получение доказательств:
1. «Обыск» — заключался в опросе населения по факту совершения преступления или о конкретном (искомом) лице.
2. «Правёж» — осуществлялся, как правило, по отношению к неплатёжеспособному должнику. Ответчик подвергался процедуре телесного наказания розгами. Например, за долг в 100 рублей пороли в течение месяца. Если должник уплачивал долг или у него находились поручители, правёж прекращался.
3. «Розыск» — комплексные мероприятия, связанные с выяснением всех обстоятельств «государева» дела или и других особо тяжких преступлений. При «розыске» часто применялась пытка. Применение пытки регламентировалось в Уложении. Её было можно применять не более трёх раз с определённым перерывом.

## Дальнейшее развитие
При необходимости изменений в области правовых отношений к Соборному уложению добавлялись новоуказные статьи:
- В 1669 году были приняты дополнительные статьи по «татебным делам» (о кражах, грабежах, разбоях и т. д.) в связи с повышением уровня преступности.
- В 1676—1677 годах — о поместьях и вотчинах в связи со спорами о статусе вотчины и поместья.

В дополнение к Уложению были приняты также несколько уставов и наказов.
- 1649 год — Наказ о городском благочинии (о мерах по борьбе с преступностью).
- 1667 год — Новоторговый устав (о защите отечественного производителя и продавца от иностранной конкуренции).
- 1683 год — Писцовый наказ (о правилах межевания вотчин и поместий, лесов и пустошей).

Важную роль сыграл «приговор» Земского Собора 1682 года об отмене местничества (то есть системы распределения служебных мест с учётом происхождения, служебного положения предков лица и, в меньшей степени, его личных заслуг.)

## Значение

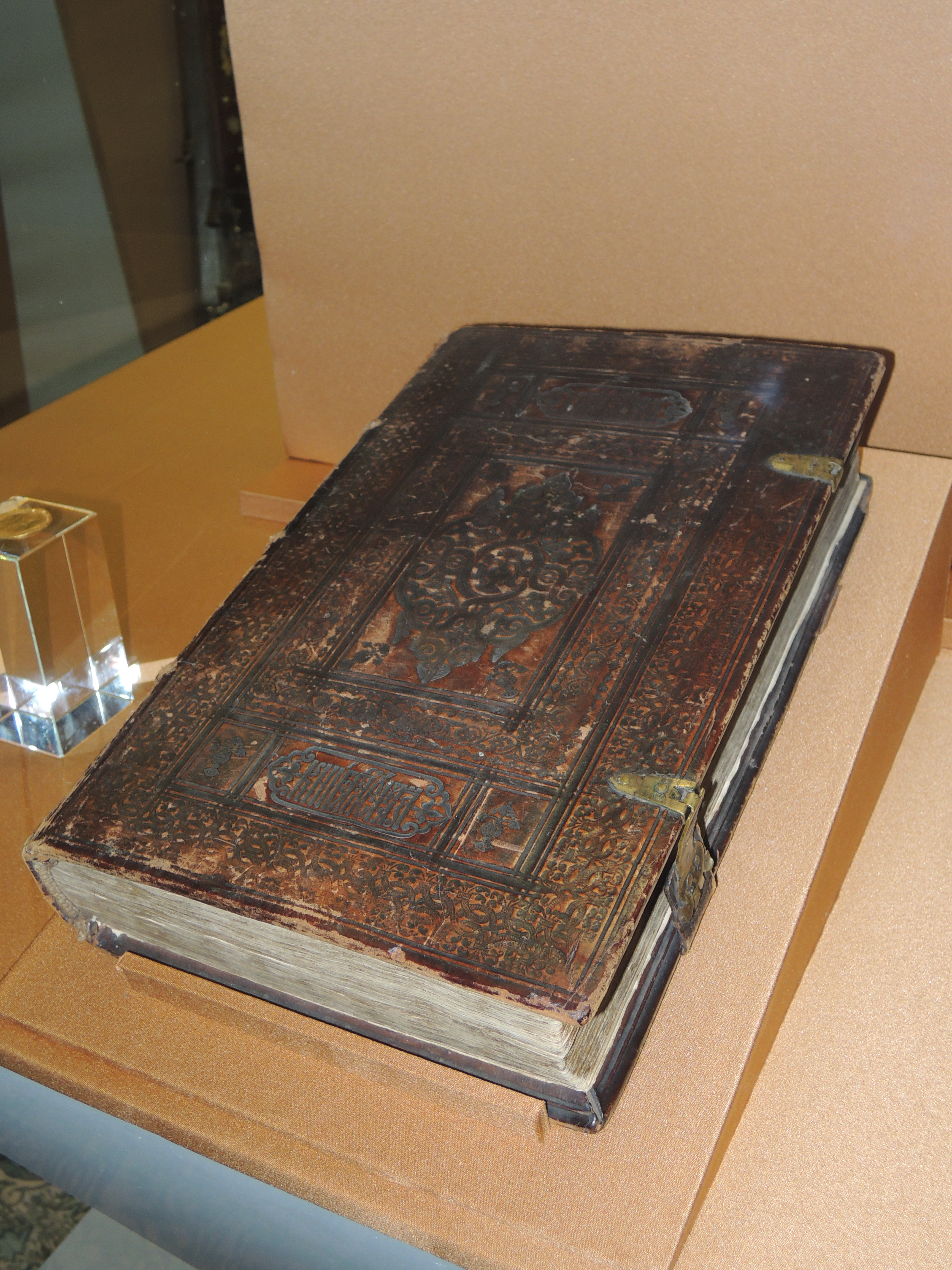
Соборное уложение. Московский печатный двор, 1649. ГИМ

1. Соборное уложение обобщило и подытожило основные тенденции в развитии русского права XV—XVII веков.
2. Оно закрепило новые черты и институты, свойственные новой эпохе, эпохе наступающего российского абсолютизма.
3. В Уложении впервые была осуществлена систематизация отечественного законодательства; была сделана попытка разграничения норм права по отраслям.

Соборное уложение стало первым печатным памятником русского права. До него публикация законов ограничивалась оглашением их на торговых площадях и в храмах, о чём обычно специально указывалось в самих документах. Появление печатного закона в значительной мере исключало возможность совершать злоупотребления воеводами и приказными чинами, ведавшими судопроизводством. Соборное уложение не имеет прецедентов в истории русского законодательства. По объёму оно может сравниться разве что со Стоглавом, но по богатству юридического материала превосходит его во много раз.
При сравнении с Западной Европой видно, что Соборное уложение — не первый сборник актов подобного рода. Одним из первых был Судебник Казимира 1468 года, составленный великим князем литовским Казимиром IV и развившийся позднее, в 1529 году, в Статут Великого княжества Литовского, затем — кодекс в Дании (Danske Lov) в 1683 году; за ним последовал кодекс Сардинии (1723), Баварии (1756), Пруссии (1794), Австрии (1812). Самый известный и влиятельный гражданский кодекс Европы, французский кодекс Наполеона, был принят в 1803—1804 годах.
Соборное уложение 1649 года — значительный шаг вперёд по сравнению с предыдущим законодательством. В этом законе регулировались не отдельные группы общественных отношений, а все стороны общественно-политической жизни того времени. В Соборном уложении нашли отражение правовые нормы различных отраслей права.
Принятие европейских кодексов затруднялось, вероятно, обилием юридической базы, что весьма осложняло систематизацию имеющегося материала в единый связный читаемый документ. Например, прусский кодекс 1794 года содержал 19 187 статей, что делало его чересчур длинным и нечитаемым. Для сравнения, кодекс Наполеона разрабатывался 4 года, содержал 2281 статью, и потребовалось личное активное участие императора, чтобы продавить его принятие. Соборное уложение было разработано в течение полугода, насчитывало 968 статей, принято же было с целью предотвратить перерастание череды городских бунтов 1648 года (начатых Соляным бунтом в Москве) в полномасштабное восстание по типу восстания Болотникова в 1606—1607 году или Степана Разина — в 1670—1671.
В 1830 году Соборное уложение 1649 года было опубликовано в Своде законов Российской империи под № 1. Предыдущие многочисленные попытки кодифицировать законодательство, появившееся после издания Уложения, успеха не имели (см. Уложенные комиссии).

## Издания
- Соборное уложение 1649 года: Текст, комментарии / Ред. коллегия: В. И. Буганов, М. П. Ирошников, А. Г. Маньков (рук. авт. колл.), В. М. Панеях; Подг. текста Л. И. Ивиной; Комментарии Г. В. Абрамовича, А. Г. Манькова, Б. Н. Миронова, В. М. Панеяха; Рецензенты: Ю. Г. Алексеев, А. Л. Шапиро; Институт истории СССР АН СССР, Ленингр. отделение. — Л.: Наука, Ленингр. отделение, 1987. — 448 с. — (Законодательные памятники Русского централизованного государства XV—XVII веков). — 7500 экз. (в пер.)